# برگرفای
برگرفای (انگلیسی: BurgerFi) شرکت رستوران‌های زنجیره‌ای آمریکایی است، که در سال ۲۰۱۱ تأسیس شد.